# 북그린란드
북그린란드 또는 북그린란드 식민총감부는 그린란드에 있었던 덴마크의 식민지이다.

## 개요
북그린란드는 덴마크의 식민총감부(inspectorate)으로서, 그린란드 북서부의 교역소 및 전도 본부를 담당하였다.

## 역사
1721년 그린란드는 68도로 나누어 식민지를 건설하였다. 
1911년 식민지 관리가 왕립 그린란드 무역부에서 사라지고 덴마크 내무부로 접히면서 지방 의회(덴마크어:Landråd)가 설립되었다. 지방의회에서 간선제으로 선출되었다.
1950년 북그린란드와 남그린란드가 통합되면서 그린란드 식민지가 설립되었다.